# Mohammad bin Salman Al Sa'ud
Moḥammad bin Salmān Āl Saʿūd (in arabo محمد بن سلمان آل سعود‎?; Gedda, 31 agosto 1985) è un principe e politico saudita, membro della famiglia reale Al Saʿūd, figlio dell'attuale re Salman, e primo in linea di successione al trono dell'Arabia Saudita. Oltre alla sua posizione reale, egli è anche il Primo ministro del paese dal 28 settembre 2022. Precedentemente, è stato Vice Primo Ministro e ministro della Difesa dell'Arabia Saudita, risultando essere il più giovane ministro al mondo. Egli è anche Presidente del Consiglio per gli Affari Economici e dello Sviluppo del Regno.
Il 27 settembre 2022 è stato nominato Primo Ministro da re Salmān, assumendo così, de iure, anche l’autorità esecutiva del paese, precedentemente detenuta solo de facto.
Mohammed guida un governo autoritario. Coloro che sono considerati dissidenti politici vengono sistematicamente repressi attraverso metodi che includono l'incarcerazione e la tortura.
È accusato in un rapporto ONU del 2019 di essere il mandante dell’omicidio del giornalista Jamal Khashoggi. Un rapporto della Central Intelligence Agency (CIA) del 2021 ha ribadito che Mohammed aveva orchestrato l'assassinio del giornalista Jamal Khashoggi. Lui ha negato il coinvolgimento nell'omicidio. Mohammed è stato l’architetto dell’intervento guidato dall’Arabia Saudita nello Yemen ed è stato coinvolto nell’escalation della crisi diplomatica del Qatar e nella disputa diplomatica del 2018 con il Canada. Tra il 2017 e il 2019, ha guidato l’epurazione delle élite politiche ed economiche saudite concorrenti, sequestrando fino a 800 miliardi di dollari in beni e contanti e consolidando il controllo sulla politica saudita.

## Biografia
Il principe Mohammad è nato a Gedda il 31 agosto 1985, figlio di re Salman e della sua terza moglie Fahda bint Falah Al Hithlain. È fratello germano di Turkī, presidente del Gruppo saudita di ricerca e marketing. Il principe Moḥammad ha conseguito la laurea in giurisprudenza presso l'Università Re Sa'ud.

### Inizio della carriera
Dopo la laurea all'università, il principe ha trascorso diversi anni nel settore privato prima di essere assunto da suo padre come assistente personale. Aveva già ottenuto la posizione di consulente in una commissione di esperti del gabinetto saudita.
Il 15 dicembre 2009 il principe Moḥammad è entrato in politica come consigliere speciale di suo padre quando quest'ultimo era governatore della provincia di Riyad. Da quel momento, ha cominciato a raccogliere titoli posizioni sinecura come Segretario Generale del Consiglio di Riyad, consigliere speciale del presidente del Consiglio della "Fondazione Re ʿAbd al-ʿAzīz per la Ricerca e gli Archivi" e membro del Consiglio della "Fondazione Albir" con sede nella provincia di Riyad.
Nel novembre 2011, quando il principe ereditario Sulṭān è deceduto, il principe Salmān ha iniziato la sua ascesa al potere, diventando Secondo Vice Primo ministro e ministro della Difesa. Questi ha confermato il figlio Moḥammad come consigliere privato. Il principe ha istituito la "Fondazione Principe Moḥammed bin Salmān", che si propone di aiutare i giovani bisognosi ed è diventato presidente della fondazione.

### Capo della Corte
Nel mese di giugno 2012, il principe ereditario Nāyef è morto e Salmān lo ha sostituito come Principe della Corona. Egli ha presto cominciato a riformare la corte a sua immagine, iniziando col nominare Moḥammad supervisore dell'Ufficio del principe ereditario. Il 2 marzo 2013, il Capo della Corte del Principe ereditario Saʿūd bin Nāyef è stato nominato governatore della Provincia Orientale e il principe Moḥammad gli è succeduto nel ruolo. Gli è stato conferito il rango di ministro. Il 25 aprile 2014 Moḥammad è stato nominato ministro di Stato.

### Ministro della Difesa

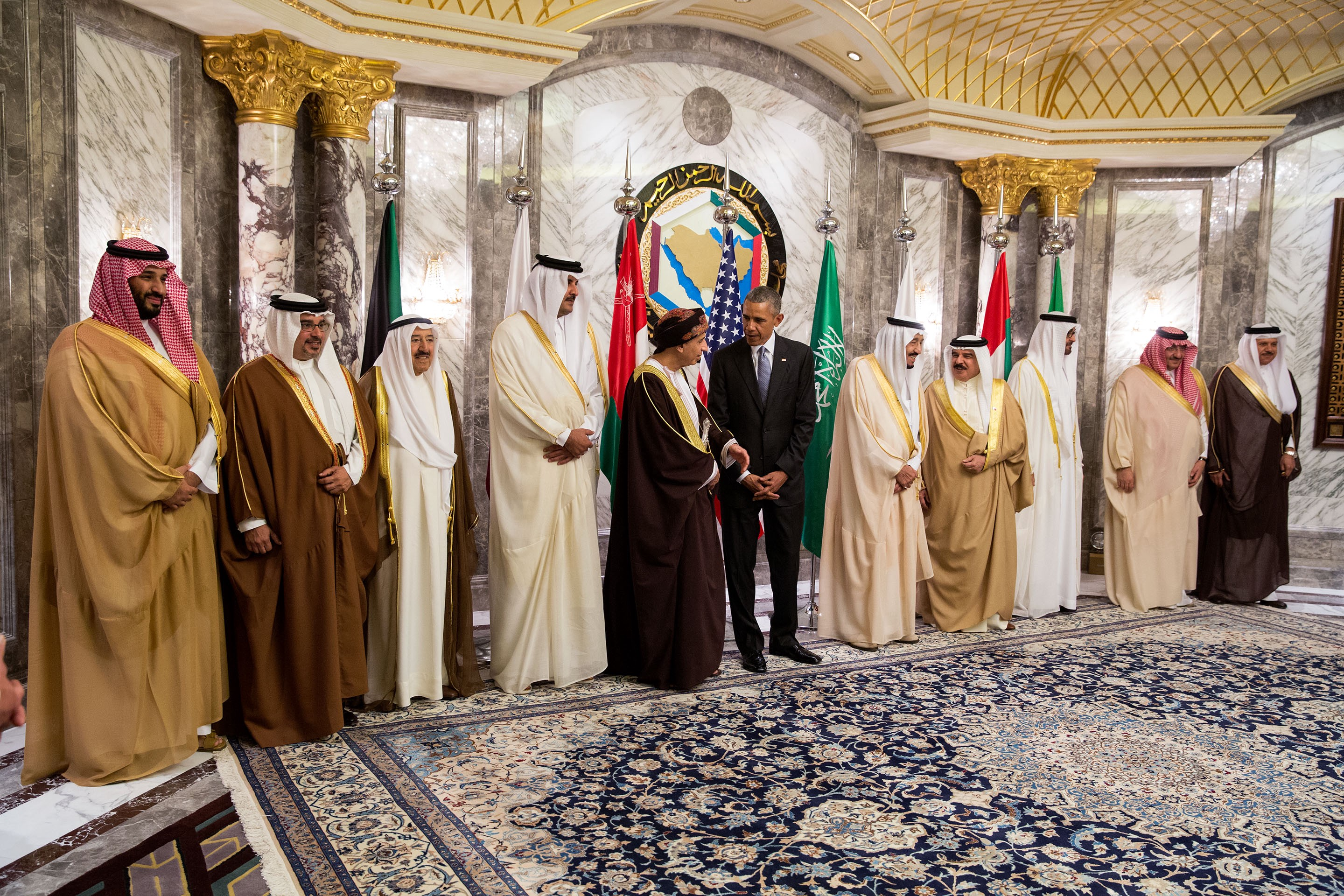
Con il re Salman, Barack Obama e altri leader al summit del GCC in Arabia Saudita, 21 aprile 2016

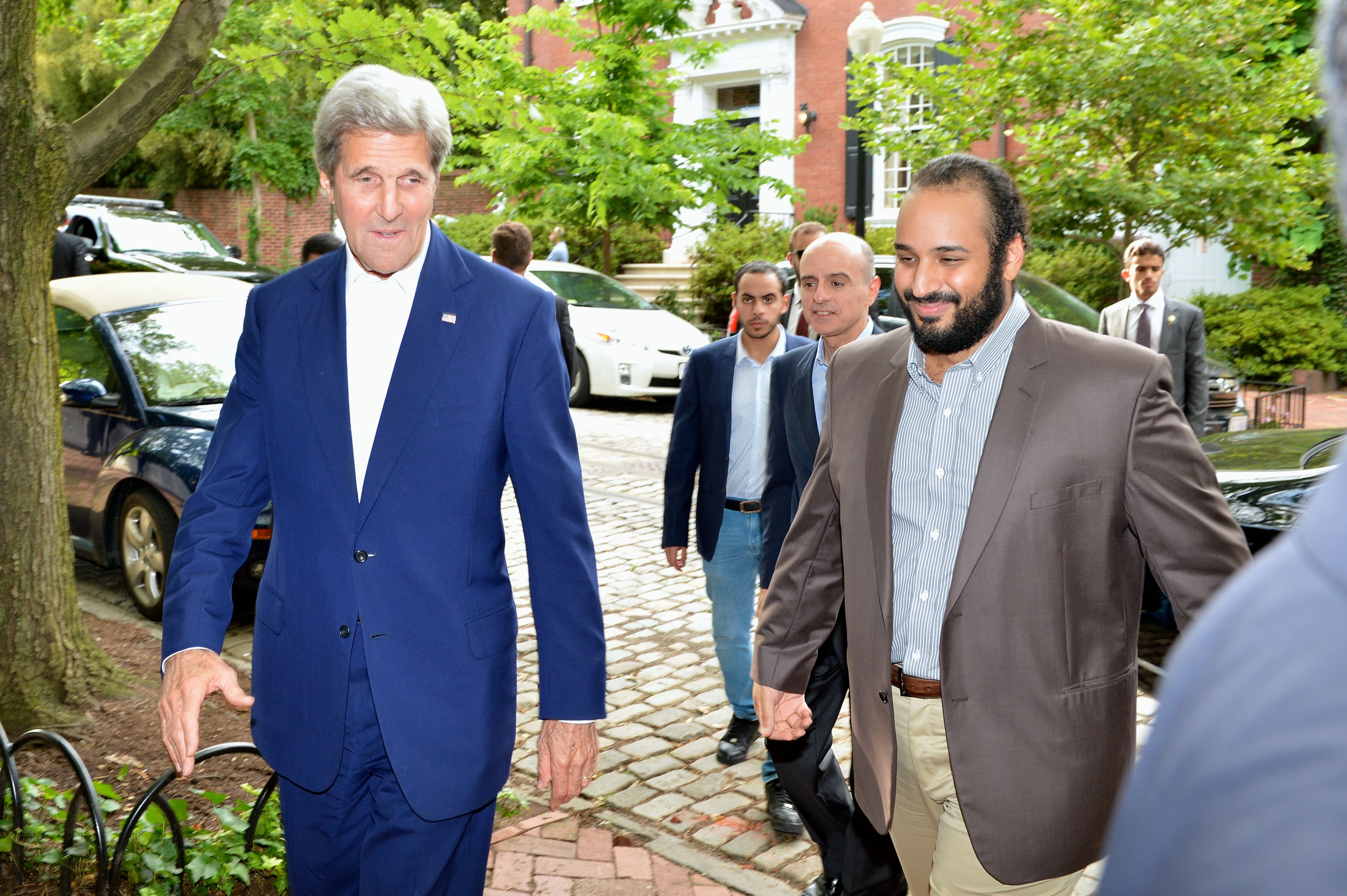
Il Segretario di Stato USA John Kerry (sinistra) e il ministro degli esteri saudita Adel al-Jubeir, 13 giugno 2016

Il 23 gennaio 2015, alla morte di re ʿAbd Allāh, suo padre è asceso al trono. Lo stesso giorno il principe Moḥammad è stato nominato ministro della Difesa. e Segretario Generale della Corte Reale. Ha mantenuto inoltre il suo posto di Ministro di Stato.
Il 29 gennaio 2015 Moḥammad è stato nominato Presidente del Consiglio per gli Affari Economici e di Sviluppo che è stato istituito lo stesso giorno al posto della disciolta Commissione Economica Suprema.
Il primo grande evento che lo ha visto protagonista come ministro della difesa è stata l'Operazione Tempesta Decisiva, una campagna di bombardamenti contro i ribelli Huthi nello Yemen. I disordini politici nello Yemen (iniziati ad intensificarsi nel 2011) erano diventati rapidamente un grosso problema per il nuovo ministro della difesa, con gli Houthi che avevano preso il controllo dello Yemen settentrionale alla fine del 2014, seguiti dalle dimissioni del presidente Abdrabbuh Mansur Hadi e del suo gabinetto. La prima mossa di Mohammed come ministro è stata quella di mobilitare una coalizione pan-GCC per intervenire a seguito di una serie di attentati suicidi nella capitale yemenita Sana'a tramite attacchi aerei contro gli Houthi e imporre un blocco navale. Nel marzo 2015, l’Arabia Saudita ha iniziato a guidare una coalizione di paesi alleati contro i ribelli Houthi. Mentre c'era accordo tra i principi sauditi a capo dei servizi di sicurezza riguardo alla necessità di una risposta alla presa di Sana'a da parte degli Houthi, che aveva costretto il governo yemenita all'esilio, Mohammed ha lanciato l'intervento senza il pieno coordinamento dei servizi di sicurezza. Il ministro della Guardia nazionale saudita Mutaib bin Abdullah Al Saud, che era fuori dal paese, è stato escluso dalle operazioni. Sebbene Mohammed abbia venduto la guerra come una rapida vittoria sui ribelli Houthi nello Yemen e un modo per riportare al potere il presidente Hadi, tuttavia, si è trasformata in una lunga guerra di logoramento.
Riguardo al suo ruolo nell'intervento militare, Mohammed ha rilasciato la sua prima intervista ufficiale il 4 gennaio 2016 a The Economist, che lo aveva definito "l'architetto della guerra in Yemen". Negando il titolo, ha spiegato il meccanismo delle istituzioni decisionali che effettivamente partecipano all'intervento, tra cui il Consiglio di Sicurezza e Affari Politici e il Ministero degli Affari Esteri da parte saudita. Ha aggiunto che gli Houthi hanno usurpato il potere a Sana'a prima che lui diventasse ministro della Difesa.

### Principe ereditario
Il 29 aprile 2015 re Salmān ha nominato principe ereditario suo nipote Muḥammad bin Nāyef. Lo stesso giorno, il re ha nominato Mohammad vice principe ereditario. Questi cambiamenti indicano che la corona è destinata a passare a una nuova generazione della dinastia saudita per la prima volta dal 1953 (quando alla morte di Abd al-Aziz salì al trono il figlio Sa'ud)
Mohammed è stato nominato principe ereditario il 21 giugno 2017, in seguito alla decisione del re di deporre Muhammad bin Nayef e di nominare così suo figlio erede al trono. Il cambio di successione era stato comunque previsto già nel dicembre 2015 da una nota insolitamente schietta e resa pubblica da parte del Servizio segreto federale tedesco; in seguito l'intelligence tedesca fu rimproverata dal governo tedesco.
Il giorno in cui Mohammed bin Salman divenne principe ereditario, Donald Trump, all'epoca presidente degli Stati Uniti, lo chiamò per "congratularsi con lui per la sua recente ascesa". Secondo la Casa Bianca, Trump e Mohammed hanno promesso "stretta cooperazione" su questioni economiche e di sicurezza, e i due leader hanno anche discusso della necessità di tagliare il sostegno al terrorismo, della recente disputa diplomatica con il Qatar e della spinta per garantire la pace tra Israele e i palestinesi. Mohammed ha dichiarato al Washington Post nell'aprile 2017 che senza l'influenza culturale dell'America sull'Arabia Saudita, "saremmo finiti come la Corea del Nord".

### Saudi Vision 2030
Nella sessione del consiglio dei ministri del 26 aprile 2016 ha presentato un piano strategico elaborato dal Consiglio per gli affari economici e di sviluppo da lui guidato. I punti centrali della proposta sono quelli economici, tra i quali: la trasformazione della Saudi Aramco in una holding, la costituzione di un fondo sovrano di 2000 miliardi di dollari per il lancio di progetti di investimento sul territorio nei settori non petroliferi, il turismo e l'intrattenimento.
Saranno aumentate tasse e tariffe: una sul valore aggiunto, una sui beni di lusso, i pedaggi stradali, il prezzo della benzina e ridotte e razionalizzate le spese militari; ci saranno anche pesanti tagli sui sussidi. Secondo il piano questo permetterà all'economia del regno di diventare indipendente, entro il 2030, dalla produzione e dal prezzo del petrolio il cui calo negli ultimi mesi ha messo in difficoltà il bilancio pubblico.
Nel gennaio 2021 è stata approvata la strategia quinquennale del Public Investment Fund per gli investimenti pubblici.

### Epurazione del 2017
Nel maggio 2017, Mohammed ha lanciato un’epurazione contro le élite politiche e imprenditoriali saudite concorrenti sotto l’egida della lotta alla corruzione. Ha detto: "Nessuno sopravviverà in un caso di corruzione, chiunque egli sia, anche se è un principe o un ministro". Nel novembre 2017, ha ordinato che circa 200 ricchi uomini d'affari e principi fossero posti agli arresti domiciliari al Ritz-Carlton, Riyadh. Il 4 novembre 2017, la stampa saudita ha annunciato l'arresto del principe e miliardario saudita Al-Waleed bin Talal, assiduo commentatore di notizie in lingua inglese e uno dei principali azionisti di Citi, News Corp e Twitter, nonché di oltre 40 principi e ministri del governo per volere del principe ereditario con accuse di corruzione e riciclaggio di denaro. Altri arrestati o licenziati durante l'epurazione includevano il principe Mutaib bin Abdullah, capo della Guardia nazionale dell'Arabia Saudita; il Ministro dell'Economia e della Pianificazione Adel Fakeih e il comandante della Marina reale saudita, l'ammiraglio Abdullah bin Sultan bin Mohammed Al-Sultan.
Gli arrestati al Ritz Carlton furono oggetto di quella che venne chiamata "la notte dei pestaggi". La maggior parte è stata picchiata e alcuni sono stati legati ai muri in posizioni di stress come parte della tortura da parte di agenti sauditi. Gli interrogatori sapevano molto poco al di fuori dei beni delle vittime in Arabia Saudita e volevano saperne di più sulle loro partecipazioni offshore, mentre le vittime non sapevano perché erano detenute. I detenuti sono stati minacciati di ricatto. Ad un certo punto, gli interrogatori hanno detto alle vittime di contattare i loro direttori di banca a Ginevra e altrove e chiedere ingenti somme di denaro, e sono rimasti sorpresi a causa della loro inesperienza che i beni non fossero interamente in contanti. Le banche svizzere hanno identificato alcune transazioni come sotto costrizione e sono riuscite a bloccarne alcune. Nel corso del procedimento non vi è stato né giusto processo né patteggiamento. Funzionari statunitensi hanno descritto le azioni come "coercizione, abuso e tortura". Ai detenuti è stato negato il sonno, avevano la testa coperta e sono stati picchiati. Diciassette hanno dovuto essere ricoverati in ospedale. Dopo molti giorni, i restanti detenuti sono stati trasferiti nella prigione di Al-Ha'ir, mentre ad alcuni rilasciati è stato vietato di viaggiare all'estero.
L’epurazione ha contribuito a centralizzare i poteri politici nelle mani del sovrano saudita Mohammed bin Salman e a minare la struttura preesistente di governo basata sul consenso tra le élite saudite. Gli arresti hanno portato alla definitiva messa da parte della fazione del re Abdullah e al completo consolidamento del controllo di Mohammed bin Salman su tutti e tre i rami delle forze di sicurezza. Ha inoltre consolidato la supremazia di bin Salman sulle élite imprenditoriali in Arabia Saudita e ha provocato un sequestro di massa di beni da parte del regime di bin Salman.
Il New York Times ha scritto: "La vasta campagna di arresti sembra essere l’ultima mossa per consolidare il potere del principe ereditario Mohammed bin Salman, figlio prediletto e massimo consigliere del re Salman. Il re aveva decretato la creazione di un nuovo e potente comitato anticorruzione, guidato dal principe ereditario, solo poche ore prima che il comitato ordinasse gli arresti". Scrivendo per The Huffington Post, Muqtedar Khan, professore di Islam e Affari Globali all'Università del Delaware, ha ipotizzato se la rimozione di Al-Waleed bin Talal, un critico di Donald Trump, equivalesse a un colpo di stato. Il corrispondente della BBC Frank Gardner avrebbe affermato che "il principe Mohammed si sta muovendo per consolidare il suo crescente potere mentre guida un programma di riforma". Eppure "non è chiaro di cosa siano sospettati i detenuti".
Un'altra ipotesi era che l'epurazione fosse parte di un passo verso la riforma. Steven Mufson del Washington Post sostiene che Mohammed "sa che solo se riuscirà a porre la famiglia reale sotto la legge, e non al di sopra come avveniva in passato, potrà chiedere all'intero Paese di cambiare il proprio atteggiamento rispetto alle tasse [e] sussidi". Un'analisi della CBC ha affermato che "la repressione contro la corruzione è in sintonia con i sauditi comuni che sentono che lo stato ha chiesto loro di accettare una stretta della cinghia mentre, allo stesso tempo, vedono la corruzione e l'élite al potere accumulare più ricchezza". Il programma di riforme di Mohammed è ampiamente popolare tra la crescente popolazione giovanile dell'Arabia Saudita, ma deve affrontare la resistenza di alcuni membri della vecchia guardia più a loro agio con le tradizioni del regno di cambiamento incrementale e di governo basato sul consenso. Secondo un ex ambasciatore britannico a Riyadh, Mohammed "è il primo principe nella storia saudita moderna il cui collegio elettorale non è stato all'interno della famiglia reale, è al di fuori di essa".
Robert W. Jordan , ex ambasciatore degli Stati Uniti in Arabia Saudita, ha affermato che "certamente l'Arabia Saudita ha un problema di corruzione da molti anni. Penso che la popolazione, in particolare, sia stata molto scontenta dell'arrivo dei principi e degli accordi commerciali, con fondi pubblici andati a inondare progetti di controllo che sembrano non essere mai realizzati... Direi anche che è una classica mossa di presa del potere a volte arrestare i tuoi rivali, i tuoi potenziali rivali con il pretesto della corruzione".
Donald Trump ha espresso sostegno alla mossa, twittando: "Ho grande fiducia nel re Salman e nel principe ereditario dell'Arabia Saudita, sanno esattamente cosa stanno facendo.... Alcuni di coloro che trattano duramente hanno 'munto' il loro paese per anni!". Il presidente francese Emmanuel Macron, che visitò Riyadh giorni dopo l'epurazione, quando gli fu chiesto informazioni sul quella vicenda dichiarò: "Questo non è il compito di un presidente, e allo stesso modo non mi aspetterei che un leader di un paese straniero venga e violi le regole nazionali".
Il 30 gennaio 2019 il governo saudita ha annunciato la conclusione dei lavori del Comitato Anticorruzione. Durante l'operazione furono rastrellate circa 500 persone. Le banche dell’Arabia Saudita hanno congelato più di 2.000 conti nazionali come parte della repressione. Secondo il Wall Street Journal, il governo saudita ha preso di mira contanti e beni per un valore fino a 800 miliardi di dollari. Le autorità saudite hanno affermato che l'importo era composto da beni per un valore compreso tra 300 e 400 miliardi di dollari che possono dimostrare essere collegati alla corruzione.

### Primo ministro
Il 27 settembre 2022, Mohammad è stato nominato primo ministro dell'Arabia Saudita da re Salman. Tradizionalmente, il titolo di primo ministro spetta al re.

## Controversie
Un rapporto dell’ONU del 19 giugno 2019, redatto da Agnès Callamard, accusa il principe ereditario saudita Mohammed bin Salman di essere responsabile dell’omicidio del giornalista Jamal Khashoggi. Il rapporto dell'ONU parla di omicidio "premeditato", con prove credibili di responsabilità del principe ereditario dell'Arabia Saudita.

## Vita privata
Il principe si è sposato il 6 aprile 2008 con sua cugina di primo grado, la principessa Sara, figlia del principe Mashour bin 'Abd al-'Aziz, fratellastro di suo padre, dalla quale ha avuto cinque figli, tre maschi e due femmine.
Matteo Renzi leader del partito politico Italia Viva ed ex Presidente del Consiglio, ha dichiarato di essere suo amico in un'intervista riguardante l'omicidio di Jamal Khashoggi.

## Ascendenza
|                                          |                             |                                            | Genitori                               |  |  | Nonni |  |  | Bisnonni                |  |  | Trisnonni                 |  |
|                                          |                             |                                            |                                        |  |  |       |  |  | ʿAbd al-Raḥmān Āl Saʿūd |  |  | Faysal bin Turki Āl Saʿūd |  |
|                                          |                             |                                            |                                        |  |  |       |  |  | ʿAbd al-Raḥmān Āl Saʿūd |  |  | Faysal bin Turki Āl Saʿūd |  |
|                                          |                             | Sāra bint Misharī Āl Saʿūd                 |                                        |  |  |       |  |  | ʿAbd al-Raḥmān Āl Saʿūd |  |  |                           |  |
| Abd al-Aziz dell'Arabia Saudita          |                             |                                            |                                        |  |  |       |  |  | ʿAbd al-Raḥmān Āl Saʿūd |  |  |                           |  |
|                                          |                             | Sāra bint Aḥmad al-Sudayrī                 | Ahmed Al Kabir bin Mohammed Al Sudairi |  |  |       |  |  |                         |  |  |                           |  |
|                                          |                             | Sāra bint Aḥmad al-Sudayrī                 | Ahmed Al Kabir bin Mohammed Al Sudairi |  |  |       |  |  |                         |  |  |                           |  |
|                                          |                             | Sāra bint Aḥmad al-Sudayrī                 | ?                                      |  |  |       |  |  |                         |  |  |                           |  |
| Salman dell'Arabia Saudita               |                             | Sāra bint Aḥmad al-Sudayrī                 |                                        |  |  |       |  |  |                         |  |  |                           |  |
|                                          |                             | Aḥmad bin Muḥammad al-Sudayrī              | Muhammed bin Ahmed Al Kabir al-Sudayrī |  |  |       |  |  |                         |  |  |                           |  |
|                                          |                             | Aḥmad bin Muḥammad al-Sudayrī              | Muhammed bin Ahmed Al Kabir al-Sudayrī |  |  |       |  |  |                         |  |  |                           |  |
|                                          |                             | Aḥmad bin Muḥammad al-Sudayrī              | ?                                      |  |  |       |  |  |                         |  |  |                           |  |
| Hassa bint Ahmad al-Sudayri              |                             | Aḥmad bin Muḥammad al-Sudayrī              |                                        |  |  |       |  |  |                         |  |  |                           |  |
|                                          |                             | Sharīfa bint ʿAli bin Muḥammad al-Suwayyid | Ali bin Mohammed Al Suwayyid           |  |  |       |  |  |                         |  |  |                           |  |
|                                          |                             | Sharīfa bint ʿAli bin Muḥammad al-Suwayyid | Ali bin Mohammed Al Suwayyid           |  |  |       |  |  |                         |  |  |                           |  |
|                                          |                             | Sharīfa bint ʿAli bin Muḥammad al-Suwayyid | ?                                      |  |  |       |  |  |                         |  |  |                           |  |
| Mohammad bin Salman Al Sa'ud             |                             | Sharīfa bint ʿAli bin Muḥammad al-Suwayyid |                                        |  |  |       |  |  |                         |  |  |                           |  |
|                                          | Sultan bin Hathleen al-Ajmi | Hathleen al-Ajmi                           |                                        |  |  |       |  |  |                         |  |  |                           |  |
|                                          | Sultan bin Hathleen al-Ajmi | Hathleen al-Ajmi                           |                                        |  |  |       |  |  |                         |  |  |                           |  |
|                                          | Sultan bin Hathleen al-Ajmi | ?                                          |                                        |  |  |       |  |  |                         |  |  |                           |  |
| Falah bin Sultan al-Ajmi                 | Sultan bin Hathleen al-Ajmi |                                            |                                        |  |  |       |  |  |                         |  |  |                           |  |
|                                          |                             | ?                                          | ?                                      |  |  |       |  |  |                         |  |  |                           |  |
|                                          |                             | ?                                          | ?                                      |  |  |       |  |  |                         |  |  |                           |  |
|                                          |                             | ?                                          | ?                                      |  |  |       |  |  |                         |  |  |                           |  |
| Fahda bint Falah bin Sultan Al Hithalayn |                             | ?                                          |                                        |  |  |       |  |  |                         |  |  |                           |  |
|                                          |                             | Abdullah                                   | ?                                      |  |  |       |  |  |                         |  |  |                           |  |
|                                          |                             | Abdullah                                   | ?                                      |  |  |       |  |  |                         |  |  |                           |  |
|                                          |                             | Abdullah                                   | ?                                      |  |  |       |  |  |                         |  |  |                           |  |
| Munira bint Abdullah                     |                             | Abdullah                                   |                                        |  |  |       |  |  |                         |  |  |                           |  |
|                                          |                             | ?                                          | ?                                      |  |  |       |  |  |                         |  |  |                           |  |
|                                          |                             | ?                                          | ?                                      |  |  |       |  |  |                         |  |  |                           |  |
|                                          |                             | ?                                          | ?                                      |  |  |       |  |  |                         |  |  |                           |  |
|                                          |                             | ?                                          |                                        |  |  |       |  |  |                         |  |  |                           |  |